# Pitangueiras (Paraná)
Pitangueiras é um município brasileiro do estado do Paraná. Sua população, conforme estimativas do IBGE de 2020, era de 3 262 habitantes.

## História
Em 1942, Antônio Rodrigues Paes doou um alqueire de suas terras em Rolândia para que se constituísse o chamado patrimônio de Santo Antônio administrado pela Igreja Católica. No ano seguinte, inaugurou-se a igreja matriz de  Santo Antônio com uma missa rezada pelo padre Bernardo Merckel. Dentro do Patrimônio de Santo Antônio, começou a crescer uma povoação, inicialmente formada por um pequeno comércio, bar, farmácia e casas de cerealistas.
A região onde estava o Patrimônio de Santo Antônio foi elevada a distrito administrativo de Rolândia em 1954 com o nome de Pitangueiras, em referência ao rio Pitangueiras. Os moradores mais antigos afirmam que o nome deve-se à grande quantidade de pitangueiras que havia na região[carece de fontes?].
Em 1960 a localidade passou a constituir um Distrito Judiciário com a instalação de um Cartório Distrital. O processo de emancipação política foi estimulado pelo pároco local, padre Cózimo Damiani. Os recursos da própria comunidade foram utilizados na construção de casas populares em terrenos doados o que causou o rápido crescimento populacional do então distrito.
O município de Pitangueiras foi desmembrado de Rolândia em 1990 e instalado em 1993.

## Geografia
Pertencente a Região Metropolitana de Londrina, esta localizada a uma latitude 23º13'50" sul e a uma longitude 51º35'08" oeste, estando a uma altitude de 660 m. Possui uma área de 123,229 km² e sua distância da capital é de 418 km.

## Clima
O clima de Pitangueiras é classificado como subtropical úmido mesotérmico. No verão as médias de temperatura chegam a 22 °C com chuvas neste período; no inverno, as geadas são ocasionais, sendo a temperatura média de 18 °C.